# Télésat
TéléSAT is een aanbieder van digitale satelliettelevisie in België en Luxemburg. Het is de Franstalig Belgische tegenhanger van de Vlaamse aanbieder TV Vlaanderen en de Nederlandse aanbieder CanalDigitaal. De bedrijven staan onder beheer van de Luxemburgse M7 Group (Canal+ Luxembourg S.a.r.l.), dat sinds september 2019 in handen is van Vivendi/Canal+.

## Zenders en ontvangst
TéléSAT zendt sinds begin december 2008 een zenderpakket uit via de satellietpositie Hotbird. Het gaat hier om de zenders van de publieke Franstalig Belgische tv- en radiozenders van de RTBF en de commerciële tv- en radiozenders van RTL. Verder zijn er zenders te ontvangen via de satellietpositie Astra 19,2°O.